# 소렐주의
소렐주의(프랑스어: Sorelianism 소렐리아니슴[*])는 프랑스의 혁명적 생디칼리슴 이론가 조르주 소렐의 사상을 추종하는 이념이다. 소렐주의자들은 부르주아 민주주의, 18세기적 진보의 유산, 세속정신, 프랑스 혁명을 반대하는 한편 고전주의적 전통을 옹호한다. 마르크스주의의 수정주의로서 소렐은 프롤레타리아의 계급투쟁 승리는 총파업이라는 "신화"의 힘에 의해서만 달성될 수 있다고 보았다.
생디칼리슴이 이념적 생명력을 다하면서 소렐은 1914년 사회주의는 죽었다고 선언했다. 소렐은 모라스주의의 지지자가 되었는데, 이 지점에서 소렐주의는 파시즘의 전구체로 여겨진다. 그러다 소렐은 제1차 세계대전을 겪으면서 보수적 국민주의에도 환멸을 느끼고 재전향했다. 그리고 1918년부터 1922년 죽을 때까지 러시아 혁명과 공산주의를 생디칼리슴의 부활로 간주하고 지지했다.

## 같이 보기
- 슈트라서주의